# Caroline Gülke

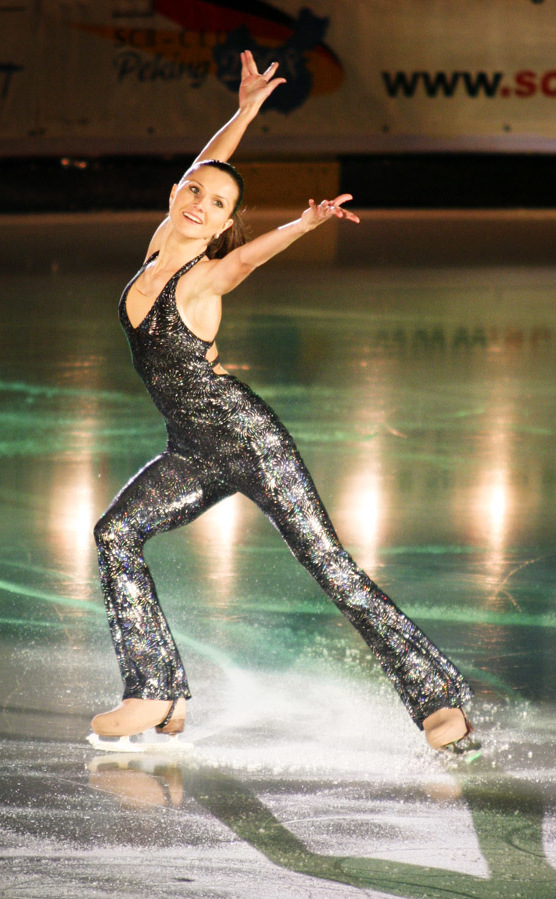
Caroline Gülke bei "Stars und Sternchen" 2007

Caroline Gülke (* 3. November 1982 in Freiberg) ist eine deutsche Eiskunstläuferin (Einzellauf).

## Biografie
Mit dem Eiskunstlaufen begann Caroline Gülke als Fünfjährige. Sie startet für den SC Berlin, wo sie bei Silke Heritz und Viola Striegler trainierte. Ihre größten Erfolge waren der achte Rang bei der Junioren-WM 1999 und die deutsche Vizemeisterschaft 2001. Caroline Gülke unterbrach ihre Laufbahn im Jahr 2004, ein Jahr später brachte sie eine Tochter zur Welt. Ihr Wettkampf-Comeback bestritt die Sportlerin am 6./7. Dezember 2008 mit einem 12. Platz bei der NRW Trophy in Dortmund.
Sie war unregelmäßig als Double von Christiane Klimt und als Deutsche Meisterin Caroline Gülke in der RTL-Soap Alles was zählt zu sehen.

## Erfolge/Ergebnisse
| Wettbewerb/Saison            | 1997/98 | 1998/99 | 1999/00 | 2000/01 | 2001/02 | 2002/03 | 2003/04 | 2004/05 | 2005/06 | 2006/07 | 2007/08 | 2008/09 | 2009/10 |
| ---------------------------- | ------- | ------- | ------- | ------- | ------- | ------- | ------- | ------- | ------- | ------- | ------- | ------- | ------- |
| Weltmeisterschaften          | –       | 24      | –       | –       | –       | –       | –       | –       | –       | –       | –       | –       | –       |
| Junioren-Weltmeisterschaften | –       | 8       | –       | –       | –       | –       | –       | –       | –       | –       | –       | –       | –       |
| Deutsche Meisterschaften     | 3       | 3       | KP 11   | 2       | 9       | 9       | KP 7    | –       | –       | –       | –       | 3       | KP 11   |
| GP Skate America (USA)       | –       | –       | –       | 10      | –       | –       | –       | –       | –       | –       | –       | –       | –       |
| GP Bofrost Cup (D)           | –       | –       | –       | 8       | –       | –       | –       | –       |         |         |         |         |         |
| Nebelhorn Trophy             | –       | –       | –       | 9       | –       | –       | 11      | –       | –       | –       | –       | –       | –       |

Legende: GP = Grand Prix; KP = Platzierung nach Kurzprogramm